# Кучешко месо
Кучешкото месо е използвано за храна в няколко азиатски страни месо, които имат вековни традиции в консумацията на кучета, както и котки.
Исторически културни записи показват, че китайските вариации на Будизма учат срещу консумацията на кучешко, което се смята за едно от петте „забранени храни“. Яденето на кучета е също така забранено от Юдаизма и Ислямските диетични предписания и правила.
Погрешно е да се смята, че щом някои азиатски народи ядат кучета и котки, то те задължително не обичат домашните любимци. Кучета за ядене се отглеждат във ферми, както и всички останали животни, опитомени от човека за храна: говеда, овце, кози, прасета, кокошки, патки и др.

## Третиране
Определени породи кучета са отглеждани във ферми. Често те са наблъскани в малки клетки и се транспортират в продължение на дни без храна и вода. Муцуните на животните са разбити и кървящи, а самите те са пребити до смърт или удушени. Широко е разпространено вярването, че мъчителната смърт на животното подобрява вкуса и силата на месото му (поради повишените нива на адреналин). Животните се бият непрестанно по главата и муцуната докато не умрат по най-мъчителен начин. Има слухове дори, че понякога се дерат докато са още живи.

## Критика
За хората от западните страни консумацията на месо от животни, считани за домашни любимци, е напълно противоестествена, но между тях се намират и хора които биха пробвали азиатския деликатес. Някоя от тях считат, че тези, които се противопоставят на яденето на кучешко меса са лицемери, расисти и нетолерантни към други култури. Други хора считат кучетата за приятели на човека, способни на емоции и поради това убийството им за храна за изключително жестоко.
На 2 април 2020 година Шънджън става първият град в Китай, който забранява консумацията на кучета, котки и диви животни (вкл. прилепи, панголини) поради пандемията от COVID-19 и страха от бъдещи епидемии. Забраната влиза в сила от 1 май 2020 година.

## Хранителна информация на 100 гр. кучешко месо
| вода       | 60,1 g  |
| енергия    | 1096 kJ |
| протеин    | 19 g    |
| мазнина    | 20,2 g  |
| натрий     | 72 mg   |
| калций     | 8 mg    |
| фосфор     | 168 mg  |
| желязо     | 2,8 mg  |
| калий      | 270 mg  |
| холестерол | 44,4 mg |
| витамин А  | 3,6 mg  |
| витамин C  | 3 mg    |